# イタリア共和国 (1802年-1805年)

イタリア共和国
Repubblica Italiana (イタリア語)

1803年のイタリア共和国（中央部の黄緑）

イタリア共和国（イタリアきょうわこく、イタリア語: Repubblica Italiana）は、19世紀初頭（ナポレオン戦争期）のイタリア北部に短期間存在したフランスの衛星国（姉妹共和国）である。1802年1月、チザルピーナ共和国がナポレオン・ボナパルトを大統領として移行。大統領府はミラノに置かれた。1805年にイタリア王国へ移行した。

## 沿革
チザルピーナ共和国の代表がナポレオン・ボナパルトを大統領として1802年1月26日に移行宣言した国である。副大統領にはミラノ貴族のフランチェスコ・メルツィ・デリルが任命された。1803年9月、イタリア共和国はカトリックを国教としたうえで信教の自由を認め、司教の任命権を国家が有するという内容の政教協約をローマ教皇と結んだ。
地方行政制度にかんしては、1802年7月の法令でフランス同様、県・郡・コムーネに行政区分する措置がとられた。また、1802年8月には徴兵制が定められた。
ナポレオンは1804年にフランス皇帝戴冠、そして1805年5月26日にミラノのドゥオーモにてイタリア王の戴冠を行い、イタリア共和国は廃止されイタリア王国へと改組された。